# Braunes Band von Deutschland

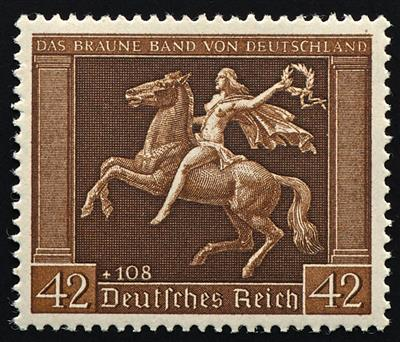
Eine Amazone mit Siegerkranz schmückt die Sondermarke anlässlich der Pferderennen um das Braune Band von Deutschland 1938.

Das Braune Band von Deutschland war ein Galopprennen in der Zeit der Nationalsozialistischen Diktatur; Austragungsort war die Galopprennbahn Riem in München. Abendlicher Höhepunkt war in den Jahren 1936 bis 1939 die im Park von Schloss Nymphenburg äußerst freizügig ausgetragene Nacht der Amazonen.

## Wettkämpfe
Das Rennen um das „Braune Band von Deutschland“, ein Flachrennen über 2400 Meter für dreijährige und ältere Pferde, war Teil und Höhepunkt der „Internationalen Riemer Rennwochen“ oder „Braunes-Band-Wochen“  mit über zwanzig weiteren Flachrennen und Hindernisrennen. Von 1934 bis 1944 wurden die Rennen jährlich im Sommer ausgetragen. Außer auf der Galopprennbahn in Riem fanden die niedriger dotierten Rennen auch auf der Theresienwiese statt. Ein Renntag war für Rennen mit Amateur-Reitern vorgesehen. Die Rennen waren betont international angelegt.
Außer aus Deutschland stammten die Siegerpferde in den jährlichen Rennen um das Braune Band aus Frankreich und Italien. Bekannteste Siegerin war Heinrich Thyssens Nereide vom Gestüt Erlenhof, die 1936 gegen die favorisierte Corrida aus Frankreich gewann. Weitere große Sieger waren Antonym (Frankreich), Bellini (Italien) und Tofanella (Italien), die 1934 die erste Austragung für den berühmten Federico Tesio aus Italien gewann.
Ab 1937 wurde zusätzlich ein Wettbewerb für Springreiter, das „Braune Band des Springsports“, mit vier Jagdspringen ausgeschrieben.

## Ausgelobte Preise
Die Dotierung der Erstaustragung betrug 19.500 Reichsmark, 1935 waren es 50.000 Reichsmark und danach wurden im Braunen Band von Deutschland 100.000 Reichsmark ausgelobt. Damit gehörte es zu den höchstdotierten Pferderennen in Europa. Der Sieger erhielt 70.000 Reichsmark. An die ersten vier Platzierten wurden Ehrenpreise verliehen. Das war im Rennsport eigentlich unüblich, denn einen Ehrenpreis erhielt normalerweise nur der Sieger. Das „Braune Band“ für das erstplatzierte Pferd, eine Schärpe in brauner Farbe, war wohl eine Anlehnung an das in Großbritannien gebräuchliche, auf Benjamin Disraeli zurückgehende, Bonmot vom Blauen Band für das Deutsche Derby. Generell zielten die intensiven Bemühungen der Nationalsozialisten, insbesondere durch Christian Weber, auf eine ideologische Germanisierung des Englischen Vollblutpferdes, weil die in dieser Zucht praktizierte strenge Leistungsauslese über Generationen die Nazi-Ideologie der Rassenauslese beispielhaft veranschaulichte. In diesem Zusammenhang wollten die Gründer dieses Rennens ein hervorragendes „rein deutsches“ Gegenstück zu dem „englisch“ geprägten 'Derby' und dem „französisch“ beeinflussten 'Großen Preis von Baden' schaffen, den beiden traditionell bedeutendsten und höchstdotierten deutschen Galopprennen.
Im Jahresrennkalender wurde vermerkt, wem das Braune Band verliehen wurde. Meistens war es der Besitzer des Siegers, aber auch der Jockey oder der Trainer erhielt diesen Ehrenpreis. Der Entwurf des Bandes stammt von Richard Klein, später Professor an der Akademie für angewandte Kunst in München. Zugehörig war auch der Deutsche Alpenpreis, der als Jagdrennen gelaufen wurde. 1937 war er mit 30.000 Reichsmark und ab 1938 mit 50.000 Reichsmark dotiert. Der Alpenpreis war damit das höchstdotierte Jagdrennen in Deutschland und in der Dotierung teilweise dem 'Großer Preis von Baden' ebenbürtig. Teilweise war das Rennen Amateurrennreitern und Offizieren vorbehalten.
Auch weitere der ausgetragenen Flach- und Hindernisrennen waren hochdotiert. 1937 stieg Prinz Aly Khan, der Sohn des Aga Khan, im mit 15.000 Reichsmark dotierten „Internationales Amateur Flach-Rennen“ selbst in den Sattel und belegte den 6. Platz.

## Organisation und Werbung
Das Braune Band war eine Erfindung von Christian Weber. Der Pferdeknecht Weber konnte dank seiner langjährigen Duzfreundschaft mit Adolf Hitler und seinem Geschick zur Selbstbereicherung in der NSDAP und dann im NS-Staat aufsteigen und erfand sich selbst als „Pferde-Impressario“ neu.
Offizieller Veranstalter der Internationalen Riemer Rennwochen war die dafür von Weber gegründete Reichsorganisation „Das Braune Band von Deutschland“ mit Weber selbst als Präsident an der Spitze. Das Kuratorium war mit Parteiprominenz besetzt; die Mitglieder waren Max Amann, Werner von Blomberg, Philipp Bouhler, Walter Buch, Otto Dietrich, Karl Fiehler, Wilhelm Ohnesorge, Franz Xaver Schwarz und Paul Wolfrum, Tourismuschef für München und Südbayern. Die künstlerische Leitung oblag dem Maler Albert Reich. Die Finanzierung wurde großteils von der Stadt München bereitgestellt. Hinzu kamen Spenden aus der Münchner Privatwirtschaft.
Zuvor wurde der Große Preis von Baden international als das wichtigste Galopprennen in Deutschland angesehen. Der Internationale Club als Veranstalter der Badener Rennen war sehr vom Adel geprägt und ließ sich von der NSDAP nicht einnehmen. Mit dem Münchener Rennen wollte man ein „Gegenrennen“ zum Großen Preis von Baden schaffen und dieses international übertreffen.
Das Braune Band wurde zum „Turfpreis der deutschen Nation“ erklärt. Anlässlich des Rennens wurde ab 1936 jährlich eine Sonderbriefmarke mit Zuschlag herausgegeben, die ersten beiden Male als Briefmarkenblock; die Entwürfe stammen ebenfalls von Richard Klein.
Im Olympiajahr 1936 wurde für das Braune Band eine vermeintliche 500-jährige Tradition städtischer Pferderennen in München sowie deren Einzigartigkeit erfunden und im großen Stil gefeiert. Dazu wurde auf die mittelalterlichen Scharlach-Pferderennen zurückgegriffen, die aber erst seit 1448 in München nachgewiesen sind. Die früheren Münchner Pferderennen um einen wertvollen Ballen Tuchs wurden in der Werbung für das Braune Band als „Wiege des deutschen Rennsports“ etikettiert und eine Zeitspanne behauptet, „die auf dem Gebiet des Pferderennsports keine Stadt der Welt aufzuweisen“ habe. Zentral für diese Inszenierung war die Behauptung, dass der Pferderennsport nicht aus England stamme, sondern Zeichen einer „gemeingermanische[n] Einstellung“ wäre. Dazu wurde 1936 ein Festumzug „500 Jahre Deutsche Pferderennen in München“ organisiert, bei dem unter anderen auch ein bewegtes Bild unter dem Motto „Aufzug zum Scharlachrennen“ gezeigt wurde, mit Personen in historischen Kostümen, die durch die Innenstadt zogen. Der Umzug endete mit einem Schaurennen auf der Theresienwiese. Eine eigens geprägte Erinnerungs-Medaille nach einem Entwurf von Hans Schwegerle stellte einen mittelalterlich gewandeten Reiter einem modernen Jockey gegenüber, die sich die Hand reichten.
Das damit behauptete Alleinstellungsmerkmal der Münchner Reitsportgeschichte bestand nicht. Pferderennen mit wertvollem Tuch als Preis begannen nicht in München. Es gab sie in einer Vielzahl von Städten im oberdeutschen und nord- und mittelitalienischen Raum, in Wien bereits seit 1382. In Italien fanden Palio-Rennen (palio: it. für Tuch) schon seit dem frühen 13. Jahrhundert statt, so dass München keinesfalls Vorreiter oder gar Erfinder der Rennen war.

## Propagandistischer Wert
Das Braune Band von Deutschland sollte einen Beitrag leisten, die Reputation des nationalsozialistischen Regimes sowohl im Inland als auch international zu fördern. Zu den hochrangigen ausländischen Gästen gehörten etwa 1936 die Könige Faruq von Ägypten, Leopold III. von Belgien, Peter II. von Jugoslawien, Håkon VII. von Norwegen und Gustav V. von Schweden.
Für die Stadt München, die sich als Hauptstadt der Bewegung verstand, wurde die Förderung der Rennen zum Prestigeprojekt, um sich in der Tourismuswerbung als „Hauptstadt der Pferdesports“ zu präsentieren und so eine Belebung der städtischen Wirtschaft zu fördern.

## Rahmenprogramm
Entsprechend dem angestrebten sportlichen Gewicht waren die  Internationalen Riemer Rennwochen von einem aufwändigen pferdesportbezogenen und kulturellen Rahmenprogramm begleitet.
Die Riemer Rennwochen sollten laut Weber den „Zusammenklang von Volkstümlichkeit, Pferdesport und Volksgemeinschaft“ im deutschen Pferdesport deutlich zum Ausdruck bringen. Einen Beitrag dazu leistete die Nacht der Amazonen, ein Massenspektakel, das im Park des Nymphenburger Schlosses von 1936 bis 1939 stattfand. An die 2.500 Mitwirkende und 700 Pferde waren aufgeboten für ein Schauspiel mit Anklängen an das Rokoko und – mit „leicht geschürzten“, „ewig-kriegerischen“ Amazonen – an die Antike.
Begleitend zu den Rennwochen wurde der „Internationale Kongress für Vollblutzucht und Galoppsport“ abgehalten.
Durch Ausflüge ins Umland, Museumsbesuche und eine Aufführung des Zigeunerbaron in der Staatsoper für die Gäste wurde das Programm abgerundet.